# Llacheu
Llacheu ['ɬaxei] ist in der walisischen Mythologie ein Sohn von König Artus.

## Mythologie
In der humoristischen Erzählung Breuddwyd Rhonabwy („Rhonabwys Traum“) ist Llacheu der Sohn des Königs Artus und nimmt an den Beratungen und Kämpfen teil. Im Gedicht Pa ŵr yw’r porthor? („Wer ist der Torwächter?“) erzählt Artus, wie er Schulter an Schulter mit Ritter Cei fab Cynyr ficht.
Der schöne Kei und Llacheu den Schmerz blauer Speerschäfte vor sich lieferten sie Schlachten am Bergesrücken von Ystawingun […]
Auch in einigen anderen Gedichten und Erzählungen des 12. bis 14. Jahrhunderts wird er bei verschiedenen Dichter genannt. Hier ist er an der Seite seines Vaters ein stetes Beispiel für Heldenmut und Edelsinn. Im Gedicht Ymddiddan Gwayddno Garanhir ac Gwyn fab Nudd („Gespräch zwischen Gwyddno Garanhir und Gwyn fab Nudd “) wird über Llacheus Tod in der Schlacht berichtet. Dieses Gedicht ist im Llyfr Du Caerfyrddin („Das Schwarze Buch von Carmarthen“) überliefert. Im späteren Artussagenkreis spielt er nahezu keine Rolle mehr.
Llacheu wird in den Trioedd Ynys Prydein („Triaden der Insel Britannien“) als einer „der drei Wohlbegabten“ und „der drei Furchtlosen der Insel Britannien“ erwähnt.